# Rio Cochó
O Cochó (antigamente Cochó do Pega) é um rio na Chapada Diamantina, região central do estado brasileiro da Bahia, tendo sua foz no Rio Preto, afluente do rio Santo Antônio, sendo portanto parte integrante da bacia do rio Paraguaçu.

## Características
Sua nascente é na cidade de Piatã, entre as serras da Tromba e da Santana. Tem sua foz na cidade de Iraquara onde, após contornar o sistema da Lapa Doce, vai engrossar o Rio Preto. Possui 120 quilômetros de extensão.

## Situação
A poluição, urbana e por agrotóxicos, tem sido um grande problema para este curso d'água, que é o mais importante na região da cidade de Seabra, cuja sede ele atravessa e foi um importante fator para o seu desenvolvimento.
Ao longo dos anos o rio teve suas matas ciliares desmatadas, ocorrendo consequente o assoreamento de seu leito, além de afetarem suas nascentes. Embora seja perene, com as agressões sofridas em alguns trechos vem se tornando intermitente.